# Fáraók listája

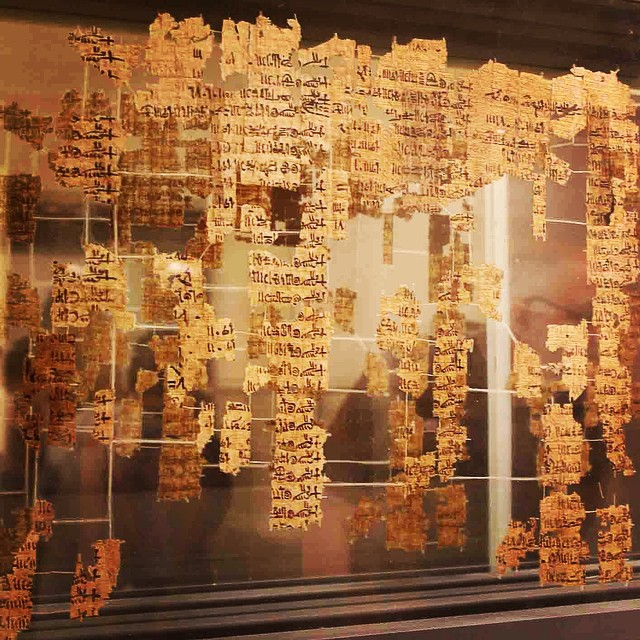
Az úgynevezett torinói királylista egy papirusz kézirat, amelyre a II. Ramszesz (Kr. e. 13. század) előtti fáraók listáját írták össze. Bár az egy példányban ismert mű jelentős része elpusztult az idők során, hiányosan is az egyiptomi fáraó-listák egyik alapját képezi.

Az ókori Egyiptom fáraóinak listáját összeállítani nem könnyű feladat. Ennek oka, hogy nem ismert az ókorból egyetlen olyan kézirat vagy felirat sem, amely a kezdetektől (Kr. e. 3000 előtt) az utolsó fáraóig, XV. Ptolemaiosz haláláig (Kr. e. 30) valamennyi fáraó neve szerepelne. Bár egyes korszakokra nézve léteznek különböző listák (Torinói királylista, Abüdoszi királylista) ezek azonban gyakran sérültek, töredékesek, és egymástól többé-kevésbé eltérnek mind a fáraók nevét, mind uralkodási idejüket tekintve – nem beszélve arról, hogy a későbbi korok uralkodóira nézve természetesen hallgatnak. Egyes görög történetírók is említenek több fáraót, ők azonban még a fentebbi listáknál is pontatlanabbaknak tekinthetők. Kivétel lehetett a Kr. e. 4. század táján, tehát kevéssel az utolsó fáraók ideje előtt élt Manethón egyiptomi pap, aki Egyiptom történetét Aigüptiaká című művében rendszerezve dolgozta fel. Sajnálatos módon az Aigüptiaká mára már elveszett, de egyes részleteit későbbi (ókori és középkori) görög tudósok (Iosephus Flavius, Eusebios, Geórgiosz Szünkellosz, Julius Africanus) kivonatolták, átmentették az utókorra, mivel az ő idejükben még ismert volt az eredeti forrás. Mindezeket ismerve a fáraók listájának megszerkesztése rendkívül bonyulult feladatnak tekinthető, mert a számos töredékes forrás együttes figyelembevételével lehet csak megalkotni – pontatlanul.
Az uralkodási idők pontos hosszának megkapása után lehet más időpontokkal, más országok uralkodólistáinak közös adataival összehangolni a fáraók listáját. Mivel ilyen időpontok évszámra pontosan csak a késői (Kr. e. 6. század után) állnak rendelkezésre, az időben visszafelé haladva az évszámok egyre pontatlanabbak, ezért a különböző kronológiai kézikönyvek / Egyiptom történetek rendre változtatják adataikat az újabb kutatások figyelembe vételével. Így kijelenthető, hogy az úgynevezett újbirodalom (Kr. e. 16. századtól) előtti legtöbb évszám csak becslés. (Ahol külön nincs jelölve, minden évszám a keresztény időszámítás előtt értendő.)

## A lista szakaszolása
Manethón nyomán az egyiptomi fáraók listáját 30 dinasztiára szokás felosztani, ezt a későbbi kutatások még korai (Alsó- és Felső Egyiptom egyesítése előtti), és Manethón utáni dinasztiákkal szokták kiegészíteni.
Emellett bevezetésre került különböző történelmi kutatások alapján az Óbirodalom, a Középbirodalom, és az Újbirodalom, valamint a Későkor kifejezése is, köztük úgynevezett Átmeneti korokkal. Jelenleg a következő besorolás van használatban:
- Korai időszak (i. e. 3200 körül – i. e. 2686, Alsó- és Felső-Egyiptom egyesítése előtti idők, illetve az I–II. dinasztia)
- Óbirodalom (i. e. 2686 – i. e. 2181, III–VI. dinasztia)
- Első átmeneti kor (i. e. 2181 – i. e. 1991, VII–XI. dinasztia)
- Középbirodalom (i. e. 1991 – i. e. 1803, XII. dinasztia)
- Második átmeneti kor (i. e. 1803 – i. e. 1550, XIII–XVII. dinasztia)
- Újbirodalom (i. e. 1550 – i. e. 1077, XVIII–XX. dinasztia)
- Harmadik átmeneti kor (i. e. 1077 – i. e. 732, XXI–XXIII. dinasztia)
- Későkor (i. e. 732 – i. e. 30, XXIV–XXXIII. dinasztia)

## Korai időszak
Ebbe az időbe tartozik az egyesítés előtti idő, amikor Alsó- és Felső-Egyiptomot még külön kormányozták, valamint az első és a második dinasztia.

### Felső-Egyiptom(„0.” dinasztia)
Az itt következő lista feltehetőleg nem teljes, a dátumok legalább másfél évszázados hibahatárral értendők. Székhelyük Nehen városa volt.
| Név           | Uralkodása            | Megjegyzések                                                              |
| ------------- | --------------------- | ------------------------------------------------------------------------- |
| Hórpenabu     | I. e. 3200 körül      | Vagy Elefánt király                                                       |
| Bika          | I. e. 3200 körül      | –                                                                         |
| I. Skorpió    | I. e. 3200 körül (?)  | Abüdosznál (Umm el-Kaáb) talált sírja az egyik legrégebbi ismert fáraósír |
| Hórhedzsu     | I. e. 3200 körül      | Vagy I. Sólyom, esetleg Három Buzogány                                    |
| Hórni         | I. e. 3200–3100 körül | Vagy II. Sólyom                                                           |
| „Két Sólyom”  | I. e. 3200–3100 körül | –                                                                         |
| Hórnineith    | I. e. 3200–3100 körül | Alsó-Egyiptomban                                                          |
| Kaneith       | I. e. 3200–3100 körül | Alsó-Egyiptomban, a „névtelen szereh” tulajdonosa                         |
| Hórhat        | I. e. 3100 körül      | Vagy I. Hór                                                               |
| Szehendet     | I. e. 3100 körül      | Vagy Krokodil király                                                      |
| Iri-Hór       | I. e. 3100 körül      | Vagy II. Hór, bizonytalan, uralkodott-e                                   |
| I. Ka (Zehen) | I. e. 3100 körül      | –                                                                         |
| II. Skorpió   | I. e. 3100 körül      | –                                                                         |
| Narmer        | I. e. 3100 körül      | Alsó- és Felső-Egyiptom egyesítője                                        |

### Alsó-Egyiptom
Az itt következő lista valószínűleg nem teljes, a palermói kő hét nevet tartalmaz, akiket alsó-egyiptomi uralkodókként azonosítottak. Az uralkodók székhelye Per Uadzset városa. Az alábbi I. dinasztiával egyidőben uralkodhattak.
| Név     | Uralkodása           | Megjegyzések                                     |
| ------- | -------------------- | ------------------------------------------------ |
| Szeka   | időpontja nem ismert | –                                                |
| Haju    | időpontja nem ismert | Vagy Neszemiu                                    |
| Tiu     | időpontja nem ismert | –                                                |
| Tjes    | időpontja nem ismert | Vagy Itisz, Itjesz                               |
| Niheben | időpontja nem ismert | –                                                |
| Unegbu  | időpontja nem ismert | Vagy Anedzs, Uadzs, Uadzs Adzs, Uasz Mer, Wazner |
| Imihet  | időpontja nem ismert | Vagy Meh                                         |

### I. dinasztia(i. e. 3100–i. e. 2890)
Az uralkodási dátumok a kronológia jelen állása szerint ±100 év hibahatárral értendők. Székhelyük eleinte talán Nehen, később Thini városa, a görög Thisz.
| Név             | Uralkodása                    | Megjegyzések |
| --------------- | ----------------------------- | --- |
| Meni            | I. e. 3100–3050 körül         | Lehetséges, hogy ugyanaz, mint Narmer, Hór-Aha vagy II. Skorpió, esetleg közülük ketten vagy mindhárom azonos.                                           |
| Hór-Aha         | I. e. 3050 körül              | Lehetséges, hogy Alsó- és Felső-Egyiptom egyesítője. |
| I. Teti         | I. e. 3050 körül              | Vagy Iteti |
| Dzser           | I. e. 3050–3000 körül         | Vagy Iteti |
| Dzset (Uadzset) | I. e. 3000 körül              | – |
| Meritneith      | I. e. 3000 körül              | Régens Den helyett; nem tisztázott, uralkodott-e, de neve több helyen uralkodóként van feltüntetve. Nem egyértelmű, hogy Dzser vagy Dzset felesége volt. |
| Den             | I. e. 30. század              | Dzset testvére vagy fia. Talán Heszepti nevével is azonosítható                                                                                          |
| Anedzsib        | I. e. 30. század              | – |
| Szemerkhet      | I. e. 30. század              | – |
| II. Ka          | I. e. 30–29. század fordulója | – |
| Szeneferka      | I. e. 29. század              | – |

### II. dinasztia(i. e. 2890–i. e. 2686)
A dátumok ±100 év hibahatárral értendők. Székhely Thini (Thisz).
| Név                     | Uralkodása       | Megjegyzések                                                               |
| ----------------------- | ---------------- | -------------------------------------------------------------------------- |
| Hotepszehemui           | I. e. 29. század | –                                                                          |
| Nebré                   | I. e. 29. század | –                                                                          |
| Ninetjer                | I. e. 28. század | –                                                                          |
| Uneg                    | I. e. 28. század | Csak Északon uralkodott, Peribszennel egyidőben                            |
| Uadzsnesz               | I. e. 28. század | Az abüdoszi királylistáról ismert név                                      |
| Szenedzs                | I. e. 28. század | Csak Északon uralkodott, Peribszennel egyidőben                            |
| Nubnofer                | I. e. 28. század | Születési név, több uralkodónévvel azonosítják                             |
| Peribszen               | I. e. 28. század | Csak Délen uralkodott Eredeti neve: Szehem-ib                              |
| Hór Sza                 | I. e. 28. század | Északi uralkodó a dinasztia végén, talán azonos valamelyik másik királlyal |
| Hór Szekhemib-Perenmaat | I. e. 28. század | Lehetséges, hogy azonos Peribszennel                                       |
| Haszehem                | I. e. 28. század | –                                                                          |
| Haszehemui              | I. e. 28. század | Valószínűleg azonos Haszehemmel                                            |
| I. Noferkaré            | I. e. 28. század | –                                                                          |
| Noferkaszokar           | I. e. 28. század | Csak Alsó-Egyiptomban                                                      |
| I. Hudzsefa             | I. e. 28. század | Csak Alsó-Egyiptomban                                                      |

## Óbirodalom (i. e. 2686–i. e. 2181)
Az óbirodalom a 3. évezredben az az időszak, amikor Egyiptomban először alakult ki és maradt fenn hosszabb ideig magas szintű civilizáció. Ebben az időben épültek piramisok a fáraók temetkezési helyéül. A főváros Memphisz (ókori nevén Mennefer vagy Hut-Ka-Ptah volt, utóbbi névből származik görög közvetítéssel az Egyiptom szó.)
Az Óbirodalom uralkodóházai a harmadik dinasztiával kezdődtek és a hatodik dinasztia zárta a sort. Több egyiptológus idesorolja a VII. és a VIII. dinasztiákat is, mert az adminisztráció központja továbbra is Memphisz volt az uralmuk alatt. Az Óbirodalmat egy zavaros, politikai és gazdasági hanyatlást mutató időszak követte, az első átmeneti kor.

### III. dinasztia(i. e. 2686–i. e. 2613)
I. e. 2700–2600 (±50 év). Székhely Ineb Hedzs, a későbbi Memphisz.
| Név                   | Uralkodása        | Megjegyzések |
| --------------------- | ----------------- | --- |
| Szanaht               | i. e. 2686 – 2668 | Lehet, hogy a II. dinasztia végén uralkodott |
| Dzsószer (Netjerihet) | i. e. 2668 – 2649 | A Nebka névvel is kapcsolatba hozható, valamint a Szanahttal való azonossága is felmerült                                                                      |
| Szehemhet             | i. e. 2649 – 2643 | – |
| Nebka                 | ?                 | Csak néhány utalásban fennmaradt név, semmi bizonyos nem állítható róla                                                                                        |
| Haba                  | i. e. 2643 – 2637 | Bizonytalan személy |
| II. Hudzsefa          | ?                 | Vagy Szedzsesz, talán azonos Habával |
| II. Noferkaré         | ?                 | Bizonytalan személyazonosságú, talán valamelyik másik, közelebbről ismeretlen uralkodóval azonos                                                               |
| Nebkaré               | ?                 | Bizonytalan személyazonosságú, talán Nebkával azonos |
| Huni                  | i. e. 2637 – 2613 | Mivel vélhetően Sznofru apja, már csak az egyiptológus-konvenció miatt sorolandó a III. dinasztiába. Hufut a család harmadik uralkodójának nevezik a feliratok |

Manethón teljesen azonosíthatatlan nevei: Μεσώχρις (Meszókhrisz) és Σωύφις (Szóüphisz)

### IV. dinasztia(i. e. 2613–i. e. 2498)
A dátumok ±50 év bizonytalansággal értendők. Székhely Ineb Hedzs, a későbbi Memphisz.
| Név         | Uralkodása        | Megjegyzések |
| ----------- | ----------------- | --- |
| Sznofru     | i. e. 2613 – 2589 | Valószínűleg Huni fia |
| Hufu        | i. e. 2589 – 2566 | Sznofru fia, a korai feljegyzésekben úgy említik, mint családjából a harmadik uralkodót, így feltételezik, hogy lehetett egy fáraó Sznofru és Hufu közt, akinek a neve nem maradt fenn. |
| Dzsedefré   | i. e. 2566 – 2558 | Hufu fia, más néven Radzsedef. |
| Hafré       | i. e. 2558 – 2532 | Hufu fia |
| Dzsedefhór  | ?                 | Hufu fia, uralkodása nem bizonyos, kártusba írt neve feltűnik |
| Baka        | ?                 | Hufu fia, uralkodása bizonytalan, közvetlen adat nincs, csak kártusba írt neve |
| Baufré      | ?                 | Hufu fia, uralkodása bizonytalan, közvetlen adat nincs, talán azonos Bakával |
| Menkauré    | i. e. 2532 – 2503 | Hafré fia |
| Sepszeszkaf | i. e. 2503 – 2498 | Menkauré fia |
| Dzsedefptah | i. e. 2500 körül  | Sepszeszkaf fia, uralkodása bizonytalan |

### V. dinasztia(i. e. 2498–i. e. 2345)
A dátumok ±50 év bizonytalansággal értendők. A dinasztia székhelye Ineb Hedzs, a későbbi Memphisz.
| Név               | Uralkodása        | Megjegyzések |
| ----------------- | ----------------- | --- |
| I. Hentkauesz     | i. e. 2498        | Sepszeszkaf özvegye, csak feltételezés, hogy uralkodott.                                                                     |
| Uszerkaf          | i. e. 2498 – 2491 | Dzsedefré unokája, Noferhotepesz hercegnő fia. Uralkodási jogcíme valószínűleg Sepszeszkaf özvegyének feleségül vétele volt. |
| Szahuré           | i. e. 2491 – 2477 | Hentkauesz vagy Noferhotepesz fia, apja Sepszeszkaf vagy Uszerkaf.                                                           |
| Noferirkaré       | i. e. 2477 – 2467 | Hentkauesz vagy Szahuré fia, édesapja vitatott (Sepszeszkaf, Uszerkaf vagy Szahuré).                                         |
| Sepszeszkaré      | i. e. 2467 – 2460 | Szahuré fia. |
| Noferefré         | i. e. 2460 – 2458 | Noferirkaré fia. |
| Niuszerré         | i. e. 2458 – 2422 | Noferirkaré fia. |
| Menkauhór         | i. e. 2422 – 2414 | Neuszerré fia. |
| Dzsedkaré Iszeszi | i. e. 2414 – 2375 | Noferefré fia. |
| Unisz             | i. e. 2375 – 2345 | Iszeszi Dzsedkaré fia. |

### VI. dinasztia(i. e. 2345–i. e. 2181)
Székhely Ineb Hedzs, a dátumok ±50 év hibahatárral értendők.
| Név             | Uralkodói név | Uralkodása        | Megjegyzések                                                                             |
| --------------- | ------------- | ----------------- | ---------------------------------------------------------------------------------------- |
| II. Teti        | –             | i. e. 2345 – 2333 | –                                                                                        |
| Uszerkaré       | –             | i. e. 2333 – 2332 | Teti fia.                                                                                |
| I. Pepi         | Meriré        | i. e. 2332 – 2283 | Teti fia.                                                                                |
| I. Nemtiemszaf  | Merenré       | i. e. 2283 – 2278 | I. Pepi fia.                                                                             |
| II. Pepi        | Noferkaré     | i. e. 2278 – 2184 | I. Pepi fia.                                                                             |
| II. Nemtiemszaf | Merenré       | i. e. 2184        | II. Pepi fia. Nem biztos, hogy uralkodott.                                               |
| Netjerkaré      | –             | ?                 |                                                                                          |
| Neithiqret      | –             | i. e. 2184 – 2181 | II. Pepi leánya; alakja a legendák ködébe vész, valószínűleg azonos az előbbi névvel is. |

## Első átmeneti kor (i. e. 2181–i. e. 1991)
Az első átmeneti kor kezdete egyes szerzőknél a IX. dinasztia, mivel a VII. és VIII. dinasztia még Memphiszben uralkodott. Ez zavargásokkal teli időszak volt az óbirodalom és a középbirodalom között. II. Pepi halála után a birodalom összeomlott, Alsó- és Felső-Egyiptom egysége felbomlott, éhínség tört ki. I. e. 2160 körül egy új dinasztia megpróbálta egyesíteni Alsó-Egyiptomot székhelyéből, a 20. nomosz fővárosából, Hut-neni-neszuból. Eközben egy másik uralkodóház, melynek székhelye Uaszetben (Théba) volt, újraegyesítette Felső-Egyiptomot, és elkerülhetetlenné vált az összecsapás a két dinasztia közt. I. e. 2055 körül a felső-egyiptomi uralkodó legyőzte Alsó-Egyiptom fáraóját, és trónra lépett egyesítve a két országot. Ő volt II. Montuhotep, a XI. dinasztia és a Középbirodalom első fáraója.

### VII.ésVIII. dinasztia(i. e. 2181–i. e. 2160)
16 király volt a tagja, közülük az alábbiak ismertek:
I. Széthi abüdoszi templomának királylistája alapján:
- VII. dinasztia

| Név                  | Uralkodása       | Megjegyzések |
| -------------------- | ---------------- | ------------ |
| II. Noferkaré        | i. e. 2181 – ?   | –            |
| Noferkaré Nebi       | i. e. 22. század | –            |
| Dzsedkaré Semai      | i. e. 22. század | –            |
| Noferkaré Hendu      | i. e. 22. század | –            |
| Merenhór (?)         | i. e. 22. század | –            |
| Noferkamin Sznoferka | i. e. 22. század | –            |
| Nikaré               | i. e. 22. század | –            |
| Noferkaré Tereru     | i. e. 22. század | –            |
| Noferkahór           | i. e. 22. század | –            |

- VIII. dinasztia

| Név                  | Uralkodása        | Megjegyzések |
| -------------------- | ----------------- | ------------ |
| Noferkaré Pepiszeneb | i. e. 22. század  | –            |
| Noferkamin Anu       | i. e. 22. század  | –            |
| Kakauré Ibi (Aba)    | i. e. 2169 – 2167 | –            |
| Noferkauhór          | i. e. 2163 – 2161 | –            |
| II. Noferirkaré      | i. e. 2161 – 2160 | –            |

### IX. dinasztia(i. e. 2160– i. e. 2130)
A X. dinasztiával párhuzamosan uralkodó 18 király, közülük az alábbiak ismertek:
| Név                                 | Uralkodása       | Megjegyzések  |
| ----------------------------------- | ---------------- | ------------- |
| I. Meriibré Heti (I. Akhthoész)     | i. e. 2160 – ?   | –             |
| II. Meriibré (II.) Heti             | i. e. 22. század | –             |
| VII. Noferkaré                      | i. e. 22. század | –             |
| Nebkauré (III.) Heti (II. Akthoész) | i. e. 22. század | –             |
| Szetut                              | i. e. 22. század | –             |
| I. Uahkaré (IV.) Heti               | i. e. 22. század | –             |
| Merikaré                            | i. e. 22. század | Nebkauré fia. |
| II. Uahkaré (V.) Heti               | i. e. 22. század | –             |
| I. Montuhotep                       | i. e. 22. század | –             |
| III. Uahkaré (VI.) Heti             | i. e. 22. század | –             |
| VII. Heti                           | i. e. 22. század | –             |

Itt bizonytalan nevek következnek

### X. dinasztia(i. e. 2130–i. e. 2040)
A tizedik dinasztia Alsó-Egyiptom fölött uralkodott egy ideig.
| Név             | Uralkodása          | Megjegyzések |
| --------------- | ------------------- | ------------ |
| Merihathor      | i. e. 2130 – ?      | –            |
| VIII. Noferkaré | i. e. 22–21. század | –            |
| Uahkaré Heti    | i. e. 22–21. század | –            |
| Merikaré        | i. e. 22–21. század | –            |
| IX. Heti        | i. e. ? – 2040      | –            |

Ismeretlen nevű uralkodó következik

### XI. dinasztia (i. e. 2134–i. e. 1991)
A XI. dinasztia Felső-Egyiptom fölött uralkodott egy ideig, majd egyesítette a folyamvölgyet.
| Név                           | Uralkodása        | Megjegyzések        |
| ----------------------------- | ----------------- | ------------------- |
| Antef kormányzó               | ?                 | –                   |
| I. Montuhotep Tepi-aa (az Ős) | ?                 | –                   |
| I. Antef                      | i. e. 2134 – 2118 | I. Montuhotep fia.  |
| II. Antef                     | i. e. 2118 – 2069 | I. Montuhotep fia.  |
| III. Antef                    | i. e. 2069 – 2061 | II. Antef fia.      |
| II. Montuhotep                | i. e. 2061 – 2010 | III. Antef fia.     |
| III. Montuhotep               | i. e. 2010 – 1998 | II. Montuhotep fia. |
| IV. Montuhotep                | i. e. 1998 – 1991 | –                   |

## Középbirodalom (i. e. 1991–i. e. 1803)
A középbirodalom az első átmeneti kor végétől a második átmeneti korig tart. A XII. dinasztia mellett, melyet az ókori egyiptomiak egyik legnagyobb uralkodócsaládjuknak tartottak, több tudós idesorolja a XI., XIII. és XIV. dinasztiákat is. Ebben az időben felvirágzott a kereskedelem, Egyiptom nyitottabbá vált a külvilág felé; ez okozta végül a Középbirodalom bukását előidéző hükszósz megszállást.

### XII. dinasztia(i. e. 1991 – i. e. 1803)
| Egyiptomi és görög név          | Uralkodói név          | Uralkodása        | Megjegyzések           |
| ------------------------------- | ---------------------- | ----------------- | ---------------------- |
| I. Amenemhat (Ammanemész)       | Szehotepibré Uhemmeszu | i. e. 1991 – 1962 | –                      |
| I. Szenuszert (Szeszosztrisz)   | Heperkaré              | i. e. 1971 – 1926 | I. Amenemhat fia.      |
| II. Amenemhat (Ammanemész)      | Nebkauré               | i. e. 1926 – 1895 | I. Szenuszert fia.     |
| II. Szenuszert (Szeszosztrisz)  | Haheperré              | i. e. 1895 – 1878 | II. Amenemhat fia.     |
| III. Szenuszert (Szeszosztrisz) | Hakauré                | i. e. 1878 – 1839 | II. Szenuszert fia.    |
| III. Amenemhat (Ammanemész)     | Nimaatré Menmaatré     | i. e. 1860 – 1814 | III. Szenuszert fia.   |
| IV. Amenemhat (Ammanemész)      | Maaheruré              | i. e. 1815 – 1806 |                        |
| Szobeknoferuré (Szkemiophrisz)  | Szobekkaré             | i. e. 1806 – 1802 | III. Amenemhat leánya. |

## Második átmeneti kor (i. e. 1803–i. e. 1550)
A második átmeneti kor egy zűrzavaros időszak a Középbirodalom vége és az újbirodalom kezdete között. Leginkább a hükszosz megszállásról ismert; ők alkotják a XV. és XVI. dinasztiát.
A XIII. dinasztia sokkal gyengébb volt az előzőnél, és nem volt képes megtartani egész Egyiptomot. Egy helyi uralkodócsalád a nyugati deltában elszakadt tőlük és megalapította a XIV. dinasztiát.
A hükszoszok IV. Szobekhotep uralma alatt jelentek meg, és 1720 körül elfoglalták későbbi fővárosukat, Avariszt. A XV. dinasztia alapítója, Szalitisz vezetésével I. Dudimosze fáraó uralkodása alatt elfoglalták Egyiptomot. Körülbelül mikor Memphiszt is elfoglalták, a thébai uralkodócsalád kinyilvánította függetlenségét és megalapította a XVII. dinasztiát, mely végül visszaűzte a hükszoszokat Ázsiába.

### XIII. dinasztia (i. e. 1803 –i. e. 1649)
Legalább 65 király, közülük az alábbiak ismertek:
A források hiánya, illetve a feliratok töredékessége miatt több uralkodó neve csak töredékesen maradt fenn. Székhely Uaszet (Théba) és Hsou (Hahninszu, Hut Neni-niszut, Xoisz).

 width="100%"}

| Név                | Uralkodói név              | Uralkodása        | Megjegyzések                                                                         |
| ------------------ | -------------------------- | ----------------- | ------------------------------------------------------------------------------------ |
| I. Szobekhotep     | Szehemré Hutaui            | i. e. 1803 – 1799 |                                                                                      |
| Szonbef            | Szehemkaré                 | i. e. 1799 – 1796 | Más néven Amenemhatszonbef.                                                          |
| Nerikaré           |                            | i. e. 1796        |                                                                                      |
| V. Amenemhat       | Szehemkaré                 | i. e. 1796 – 1793 |                                                                                      |
| Kemau              |                            | i. e. 1793 – 1791 |                                                                                      |
| Szahórnedzsheritef | Ameni Aamu Antef Amenemhat | i. e. 1791 – 1788 |                                                                                      |
| Jufni              |                            | i. e. 1788        | Más néven Jufui.                                                                     |
| VI. Amenemhat      | Szaanhibré                 | i. e. 1788 – 1785 |                                                                                      |
| Nebennu            |                            | i. e. 1785 – 1783 |                                                                                      |
| Szehotepibré       |                            | i. e. 1783 – 1781 |                                                                                      |
| Szeuadzskaré       |                            | i. e. 1781        |                                                                                      |
| Nedzsemibré        |                            | i. e. 1780        |                                                                                      |
| II. Szobekhotep    | Haanhré                    | i. e. 1780 – 1777 |                                                                                      |
| Renszeneb          |                            | i. e. 1777        |                                                                                      |
| Hór                | Auibré                     | i. e. 1777 – 1775 |                                                                                      |
| Habau              |                            | i. e. 1775 – 1772 |                                                                                      |
| Dzsedheperu        |                            | i. e. 1772 – 1770 |                                                                                      |
| Szebkai            |                            | i. e. 1770 – 1769 | Talán két különböző személy, de az is lehet, hogy nem ehhez a dinasztiához tartozott |
| VII. Amenemhat     | Szedzsefakaré Kai          | i. e. 1769 – 1766 |                                                                                      |
| Ugaf               |                            | i. e. 1766 – 1764 |                                                                                      |
| Hendzser           | Uszerkaré, Nimaatré        | i. e. 1764 – 1759 |                                                                                      |
| Imiermesa          |                            | i. e. 1759 – ?    |                                                                                      |
| IV. Antef          | Nebheperuré                | i. e. 18. század  | Vagy V. Antef.                                                                       |
| Széth              |                            | i. e. ? – 1749    |                                                                                      |
| III. Szobekhotep   | Szehemré Szuadzstaui       | i. e. 1749 – 1742 |                                                                                      |
| I. Noferhotep      | Haszehemré                 | i. e. 1742 – 1731 |                                                                                      |
| Szihathor          | Menuadzsré                 | i. e. 1733        | I. Noferhotep testvére                                                               |
| IV. Szobekhotep    | Hanoferré                  | i. e. 1732 – 1720 | I. Noferhotep testvére                                                               |
| V. Szobekhotep     | Hahotepré                  | i. e. 1720 – 1717 | IV. Szobekhotep fia                                                                  |
| VI. Szobekhotep    |                            | i. e. 1717 – 1712 |                                                                                      |
| Ibiau              | Uahibré                    | i. e. 1712 – 1701 |                                                                                      |
| I. Ay              | Mernoferré                 | i. e. 1701 – 1677 |                                                                                      |
| Ini                |                            | i. e. 1677 – 1675 |                                                                                      |
| Szeuadzstu         |                            | i. e. 1675 – 1672 |                                                                                      |
| Ined               |                            | i. e. 1672 – 1669 |                                                                                      |
| Hori               | Szeuadzskaré               | i. e. 1669 – 1664 |                                                                                      |
| VII. Szobekhotep   |                            | i. e. 1664 – 1662 |                                                                                      |
| V. Montuhotep      | Meranhré                   | i. e. 1662 – ?    |                                                                                      |
| Szanhptahi         |                            | i. e. 17. század  |                                                                                      |
| II. Ini            | Mersepszeszré              | i. e. 17. század  |                                                                                      |
| II. Noferhotep     |                            | i. e. 17. század  |                                                                                      |
| Szenebmiu          |                            | i. e. ? – 1649    |                                                                                      |

A következő királyok helyzete bizonytalan:

 width="100%"}

| Név               | Uralkodói név                      | Uralkodása       | Megjegyzések                   |
| ----------------- | ---------------------------------- | ---------------- | ------------------------------ |
| I. Dedumosze      | Dzsedhotepré                       | i. e. 1654 körül | –                              |
| II. Dedumosze     | Dzsednoferré                       | ?                | Talán azonos az előzővel       |
| III. Ibi          | ?                                  | ?                | –                              |
| II. Hór           | ?                                  | ?                | –                              |
| Sza(…?)karé       | ?                                  | ?                | –                              |
| Szenebmiu         | Szuahenré                          | ?                | –                              |
| III. Noferhotep   | Szehemré Szanhtaui Ihernofret      | ?                | Csak Uaszet (Théba) városban   |
| VIII. Szobekhotep | Szehemré Szuaszertaui Nihanimaatré | ?                | –                              |
| Szehaenré         | ?                                  | ?                | –                              |
| Mersepszeszré     | ?                                  | ?                | –                              |
| Merheperré        | ?                                  | ?                | –                              |
| Merkaré           | ?                                  | ?                | –                              |
| Uszermontu        | ?                                  | ?                | –                              |
| Szenaib           | Menhauré                           | ?                | –                              |
| Upuautemszaf      | Szehemré Noferhau                  | ?                | Csak Abdzsu (Abüdosz) városban |

### XIV. dinasztia (i. e. 1705–i. e. 1690)
A XIV. dinasztia egy helyi uralkodócsalád volt a keleti Deltában, Hutwaret (Avarisz) városban és környékén. A források hiánya, illetve a feliratok töredékessége miatt több uralkodó neve csak töredékesen maradt fenn.
76 uralkodónév, megállapíthatatlan sorrendben és székhellyel. Talán Uaszet és Hsou városok uralkodói is köztük vannak, egy részük egyidőben uralkodhatott.
- Neheszi (núbiai, Uaszetben)
- Hatiré
- Nebfautré
- Szehebré
- Merdzsefaré
- Szeuadzskaré
- Ubenré
- (...?)dzsefaré
- (...?)ubenré
- Auibré
- Hóribré
- Nebszenré
- Szeheperenré
- Dzsedheruré
- Szaanhibré
- Nofertumkaré
- Szehem(…?)ré
- Kakemutré
- Noferibré
- I(...?)(ré?)
- Ha(...?)ré
- Aa(...?)karé
- Szemen(...?)ré
- Dzsed(...?)ré
- Szanofer(...?)ré
- Menibré
- Dzsed(...?)(ré)
- Ink(...?)
- A(...?)
- Ap(...?)
- Hibi
- Abed
- Hape
- Semszi
- Meni(...?)
- Urka
- (...?)ka(ré?)
- (...?)ka(ré)
- (...?)en(ré) Hap(...?)
- (...?)ka(ré?) (...?)nat
- (...?)ka(ré) (...?)Bebenme
- Széth
- Szainu
- III. Hór
- Enibef
- Herhimwet (?)
- Huhimwet? (az utóbbi kettő talán azonos
- IX. Szobekhotep Maatré feltehetőleg szintén ehhez a dinasztiához sorolandó

### XV. dinasztia (i. e. 1649–i. e. 1540)
A XV. dinasztia uralkodói a hükszoszok közül kerültek ki, ebből a nomád népből, akik elfoglalták a Nílus-delta nagy részét. Székhelyük Hutwaret.
| Név       | Uralkodói név | Uralkodása        | Megjegyzések               |
| --------- | ------------- | ----------------- | -------------------------- |
| Szelek    | Szehaenré     | i. e. 1649 – ?    | –                          |
| Sesi      | Maaibré       | I. e. 17. század  | 1 vagy 3 évig uralkodott   |
| Jakubher  | Meruszerré    | I. e. 17. század  | –                          |
| Szekirhar | ?             | i. e. ? – 1621    | –                          |
| Hian      | Szeuszerenré  | i. e. 1621 – 1581 | –                          |
| I. Apepi  |               | i. e. 1581 – 1541 | Talán 3 különböző uralkodó |
| Hamudi    | Aaszehré      | i. e. 1541 – 1540 | –                          |

### XVI. dinasztia (i. e. 1649–i. e. 1582)
17 király, közülük az alábbiak ismertek:
A XVI. dinasztia a Sínai-félsziget északi partján uralkodott.
| Név               | Uralkodói név         | Uralkodása         | Megjegyzések |
| ----------------- | --------------------- | ------------------ | ------------ |
| Dzsehuti          | Szehemré Szementaui   | i. e. 1648 – 1645  | –            |
| VIII. Szobekhotep | Szehemré Szeuszertaui | i. e. 1645 – 1629  | –            |
| III. Noferhotep   | Szehemré Szanhtaui    | i. e. 1629 – 1628  | –            |
| Montuhotepi       |                       | i. e. 1628 – 1627  | –            |
| I. Nebirierau     | Szuadzsenré           | i. e. 1627 – 1601  | –            |
| II. Nebirierau    | Noferkaré             | i. e. 1601         | –            |
| ?                 | Szemenré              | i. e. 1601 – 1600  | –            |
| Bebianh           | Szeuszerenré          | i. e. 1600 – 1588  | –            |
| ?                 | Szehemré Seduaszet    | i. e. 1588         | –            |
| I. Dedumosze      | Dzsedhotepré          | i. e. 1588 – ?     | –            |
| II. Dedumosze     | Dzsednoferré          | i. e. 1580-as évek | –            |
| Montuemszaf       |                       | i. e. 1580-as évek | –            |
| VI. Montuhotep    | Szanhenré             | i. e. 1580-as évek | –            |
| IV. Szenuszert    |                       | i. e. ? – 1582     | –            |

### XVII. dinasztia (i. e. 1580– i. e. 1550)
A felső-egyiptomi XVII. dinasztia székhelye valószínűleg Uaszet (Théba) városa volt.
| Név                 | Uralkodói név                                | Uralkodása        | Megjegyzések              |
| ------------------- | -------------------------------------------- | ----------------- | ------------------------- |
| Rahotep             | Szehemré Uahhau                              | i. e. 1580 – 1576 | –                         |
| I. Szobekemszaf     | Szehemré Uadzshau                            | i. e. 1576 – 1573 | –                         |
| V. Antef            | Szehemré Wepmaat                             | i. e. 1573 – 1571 | I. Szobekemszaf fia.      |
| VI. Antef           | Nubheperré                                   | i. e. 1571 – 1566 | V. Antef testvére.        |
| VII. Antef          | Szehemré Herihermaat                         | i. e. 1566        | Rokonsága nem tisztázott. |
| II. Szobekemszaf    | Szehemré Sedtaui                             | i. e. 1566 – 1559 | Rokonsága nem tisztázott. |
| Szenahtenré Jahmesz | Szenahtenré (Szekenenré Dzsehuti-Aa, Taaken) | i. e. 1559 – 1558 | II. Szobekemszaf fivére.  |
| Szekenenré Ta-aa    | Szekenenré                                   | i. e. 1558 – 1554 | Szenahtenré fia.          |
| Kamosze             | Uadzsheperré                                 | i. e. 1554 – 1550 | Szekenenré fia.           |

## Újbirodalom (i. e. 1550–i. e. 1077)
Az újbirodalomhoz a XVIII., XIX. és XX. dinasztia tartozik.
Egyiptom az Újbirodalom idején érte el legnagyobb kiterjedését, nagy területei voltak Núbiában és a Közel-Keleten. A mai Szíria területéért a Hettita Birodalommal folytattak harcokat. Az Újbirodalom legismertebb fáraói közé tartoznak Hatsepszut, Ehnaton, Tutanhamon és II. Ramszesz.

### XVIII. dinasztia(i. e. 1550 –i. e. 1292)
Székhelyük Uaszet. (Théba, Dioszpolisz hé Megalé) városa. A dátumok bizonytalansága 1-2 évtized.
| Egyiptomi és görög név                   | Uralkodói név               | Uralkodása        | Megjegyzések                                                    |
| ---------------------------------------- | --------------------------- | ----------------- | --------------------------------------------------------------- |
| I. Jahmesz (Amószisz)                    | Nebpehtiré                  | i. e. 1550 – 1525 | Kamosze öccse.                                                  |
| I. Amenhotep (Amenophisz)                | Dzseszerkaré                | i. e. 1526 – 1506 | I. Jahmesz fia.                                                 |
| I. Thotmesz (Thutmoszisz)                | Aaheperkaré                 | i. e. 1506 – 1493 | I. Amenhotep sógora.                                            |
| II. Thotmesz (Thutmoszisz)               | Aaheperenré                 | i. e. 1493 – 1479 | I. Thotmesz fia.                                                |
| Hatsepszut (Amesszisz)                   | Maatkaré                    | i. e. 1479 – 1458 | I. Thotmesz leánya                                              |
| III. Thotmesz (Thutmoszisz)              | Menheperré                  | i. e. 1479 – 1426 | II. Thotmesz fia                                                |
| II. Amenhotep (Amenophisz)               | Aaheperuré                  | i. e. 1427 – 1401 | III. Thotmesz fia.                                              |
| IV. Thotmesz (Thutmoszisz)               | Menheperuré                 | i. e. 1401 – 1391 | II. Amenhotep fia.                                              |
| III. Amenhotep (Amenophisz)              | Nebmaatré                   | i. e. 1391 – 1353 | IV. Thotmesz fia.                                               |
| Ehnaton, azaz IV. Amenhotep (Amenophisz) | Noferheperuré Waenré        | i. e. 1353 – 1336 | III. Amenhotep és Tia királyné fia.                             |
| Nofernoferuaton                          | Anhetheperuré               | i. e. 1335 – 1333 | Társuralkodó Ehnaton mellett; személyazonossága nem tisztázott. |
| Szemenhkaré (Rathotisz)                  | Anhheperuré                 | i. e. 1336 – 1333 | Társuralkodó Ehnaton mellett.                                   |
| Tutanhamon                               | Nebheperuré                 | i. e. 1333 – 1324 | Ehnaton fia.                                                    |
| Ay (Akherrész)                           | Heperheperuré               | i. e. 1323 – 1319 | Az előtte uralkodók idején Ré papja volt.                       |
| Horemheb (Armeszisz)                     | Dzseszerheperuré Szetepenré | i. e. 1319 – 1292 | Korábban tábornok.                                              |

### XIX. dinasztia(i. e. 1292–i. e. 1190)
| Egyiptomi és görög név    | Uralkodói név          | Uralkodása        | Megjegyzések                       |
| ------------------------- | ---------------------- | ----------------- | ---------------------------------- |
| I. Ramszesz (Ramesszisz)  | Menpehtiré             | i. e. 1292 – 1290 | Horemheb katonatársa, majd vezírje |
| I. Széthi (Szethosz)      | Menmaatré              | i. e. 1290 – 1279 | I. Ramszesz fia.                   |
| II. Ramszesz (Ramesszisz) | Uszermaatré Szetepenré | i. e. 1279 – 1213 | I. Széthi fia.                     |
| Merenptah (Ammenephthisz) | Baenré                 | i. e. 1213 – 1203 | II. Ramszesz fia.                  |
| Amenmessze (Ammenemész)   | Menmiré                | i. e. 1203 – 1200 | Merenptah fia (?).                 |
| II. Széthi (Szethosz)     | Uszerheperuré          | i. e. 1203 – 1197 | Merenptah fia.                     |
| Merenptah Sziptah         | Ahenré                 | i. e. 1197 – 1191 | II. Széthi fia.                    |
| Tauszert (Thuorisz)       | Szitré Meritamon       | i. e. 1191 – 1190 | II. Széthi felesége.               |

### XX. dinasztia (i. e. 1190–i. e. 1077)
| Egyiptomi és görög név      | Uralkodói név                   | Uralkodása        | Megjegyzések                                            |
| --------------------------- | ------------------------------- | ----------------- | ------------------------------------------------------- |
| Széthnaht                   | Uszerhauré                      | i. e. 1190 – 1186 | –                                                       |
| III. Ramszesz (Ramesszisz)  | Uszermaatré Meriamon            | i. e. 1186 – 1155 | Széthnaht fia.                                          |
| IV. Ramszesz (Ramesszisz)   | Hekamaatré                      | i. e. 1155 – 1149 | III. Ramszesz fia.                                      |
| V. Ramszesz (Ramesszisz)    | Uszermaatré                     | i. e. 1149 – 1145 | IV. Ramszesz fia.                                       |
| VI. Ramszesz (Ramesszisz)   | Nebmaatré Meriamon              | i. e. 1145 – 1137 | III. Ramszesz fia.                                      |
| VII. Ramszesz (Ramesszisz)  | Uszermaatré Meriamon            | i. e. 1137 – 1130 | VI. Ramszesz fia.                                       |
| VIII. Ramszesz (Ramesszisz) | Uszermaatré Ahenamon            | i. e. 1130 – 1129 | III. Ramszesz fia.                                      |
| IX. Ramszesz (Ramesszisz)   | Noferkaré Szetepenré Haemuaszet | i. e. 1129 – 1111 | VIII. Ramszesz unokaöccse.                              |
| X. Ramszesz (Ramesszisz)    | Hepermaatré                     | i. e. 1111 – 1107 | IX. Ramszesz fia.                                       |
| XI. Ramszesz (Ramesszisz)   | Menmaatré Szetepenptah          | i. e. 1107 – 1077 | X. Ramszesz fia. Herihór főpap megfosztotta hatalmától. |

## Harmadik átmeneti kor (i. e. 1077–i. e. 732)
A harmadik átmeneti kor jelezte az újbirodalom végét. A birodalom összeomlott, új, líbiai származású dinasztiák jutottak hatalomra, innen ezt az időszakot líbiai kornak is hívják.

### XXI. dinasztia (i. e. 1077 –i. e. 943)
A XXI. dinasztia fővárosa az alsó-egyiptomi Tanisz volt. Elméletben egész Egyiptom felett uralkodtak, gyakorlatilag hatalmuk csak Alsó-Egyiptomra terjedt ki. Felső-Egyiptom fölött Ámon papsága uralkodott.
| Egyiptomi és görög név             | Uralkodói név   | Uralkodása        | Megjegyzések                   |
| ---------------------------------- | --------------- | ----------------- | ------------------------------ |
| I. Neszubanebdzsed (Szmendész)     | Hedzsheperré    | i. e. 1077 – 1051 | XI. Ramszesz veje.             |
| Amenemniszu (Nepherkerész)         | Noferkaré       | i. e. 1051 – 1047 | –                              |
| I. Paszebahaenniut (Pszuszennész)  | Aaheperré       | i. e. 1047 – 1001 | I. Neszubanebdzsed fia.        |
| Amenemopet                         | Uszermaatré     | i. e. 1001 – 992  | I. Paszebahaenniut fia.        |
| Oszorkhór (Oszorkon)               | –               | i. e. 992 – 986   | Nem tagja a dinasztiának.      |
| Sziamon                            | Netjeriheperuré | i. e. 986 – 967   | Amenemopet fia.                |
| II. Paszebahaenniut (Pszuszennész) | Titheperuré     | i. e. 967 – 943   | I. Paszebahaenniut dédunokája. |

### XXII. dinasztia (i. e. 943–i. e. 716)
A XXII. dinasztia fáraói líbiaiak voltak.
| Egyiptomi és görög név       | Uralkodói név             | Uralkodása      | Megjegyzések                     |
| ---------------------------- | ------------------------- | --------------- | -------------------------------- |
| I. Sesonk (Szeszonkhisz)     | Hedzsheperré Szetepenré   | i. e. 943 – 922 | Oszorkhór unokaöccse.            |
| I. Oszorkon (Oszorkhón)      | Szehemheperré Szetepenré  | i. e. 922 – 887 | I. Sesonk fia.                   |
| II. Sesonk (Szeszonkhisz)    | Hekaheperré Szetepenré    | i. e. 887 – 885 | I. Oszorkon fia.                 |
| I. Takelot (Takhelótisz)     | Hedzsheperré Szetepenré   | i. e. 885 – 872 | I. Oszorkon fia.                 |
| Harsziésze                   | Hedzsheperré Szetepenamon | i. e. 880 – 872 | II. Sesonk fia. Lázadó Thébában. |
| II. Oszorkon (Oszorkhón)     | Uszermaatré Szetepenré    | i. e. 872 – 837 | I. Takelot fia.                  |
| III. Sesonk (Szeszonkhisz)   | Uszermaatré Szetepenré    | i. e. 837 – 798 | II. Oszorkon unokája.            |
| IV. Sesonk (Szeszonkhisz)    | Hedzsheperré Szetepenré   | i. e. 798 – 785 | –                                |
| Pami                         | Uszermaatré Szetepenré    | i. e. 785 – 778 | III. Sesonk fia.                 |
| V. Sesonk (Szeszonkhisz)     | Aheperré                  | i. e. 778 – 740 | Pami fia.                        |
| II. Pedubaszt (Petubasztisz) |                           | i. e. 740 – 730 | –                                |
| IV. Oszorkon (Oszorkhón)     | Aheperré Szetepenamon     | i. e. 730 – 716 | V. Sesonk fia.                   |

### XXIII. dinasztia (i. e. 818–i. e. 715)
A XXIII. dinasztia ismét egy líbiai eredetű, helyi uralkodócsalád. Székhelyük Leontopoliszban volt.
| Egyiptomi és görög név      | Uralkodói név | Uralkodása      | Megjegyzések                                                           |
| --------------------------- | ------------- | --------------- | ---------------------------------------------------------------------- |
| II. Takelot (Takhelótisz)   |               | ?               | II. Oszorkon fia. Korábban a XXII. dinasztiához tartozónak tartották.  |
| I. Pedubaszt (Pedubasztisz) | Uszermaatré   | i. e. 818 – 793 | Lázadó, elfoglalta Thébát.                                             |
| I. Juput                    | Uszermaatré   | i. e. 804 – 803 | –                                                                      |
| VI. Sesonk (Szeszonkhisz)   | Uszermaatré   | i. e. 793 – 787 | Takelot utóda.                                                         |
| III. Oszorkon (Oszorkhón)   | Uszermaatré   | i. e. 787 – 759 | II. Takelot fia. Visszafoglalta Thébát és királlyá kiáltotta ki magát. |
| III. Takelot (Takhelótisz)  | Uszermaatré   | i. e. 764 – 757 | III. Oszorkon fia.                                                     |
| Rudamon                     | Uszermaatré   | i. e. 757 – 754 | III. Oszorkon fia.                                                     |
| II. Juput                   |               | i. e. 754 – 720 | –                                                                      |
| VII. Sesonk (Szeszonkhisz)  | Uasznutjerré  | i. e. 720 – 715 | –                                                                      |

### A libu törzs (i. e. 805–i. e. 732)
A dinasztiák közé nem számolt libu nomád törzs volt Líbiában, amely i. e. 805 és i. e. 732 közt hatalma alatt tartotta a Nílus-deltát.
| Név           | Uralkodása      | Megjegyzések |
| ------------- | --------------- | ------------ |
| Inamunnifnebu | i. e. 805 – 795 | –            |
| ?             | i. e. 795 – 780 | –            |
| Niumateped    | i. e. 780 – 755 | –            |
| Titaru        | i. e. 763 – 755 | –            |
| Ker           | i. e. 755 – 750 | –            |
| Rudamon       | i. e. 750 – 745 | –            |
| Anhhór        | i. e. 745 – 736 | –            |
| I. Tefnaht    | i. e. 736 – 732 | –            |

## Későkor (i. e. 732–i. e. 30)
A későkor i. e. 732-től Egyiptom római provinciává válásáig, i. e. 30-ig tart. Ez alatt az idő alatt núbiaiak, perzsák és makedónok uralták.

### XXIV. dinasztia(i. e. 732–i. e. 720)
A XXIV. dinasztia rövid ideig uralkodó rivális dinasztia volt a nyugati deltában lévő Szaiszból. Csak két uralkodójuk volt, i. e. 732 és i. e. 720 között.
| Egyiptomi és görög név  | Uralkodói név | Uralkodása      | Megjegyzések |
| ----------------------- | ------------- | --------------- | ------------ |
| Tefnaht (Tephnakhthosz) | Sepszesz-Ré   | i. e. 732 – 725 |              |
| Bakenranef (Bokkhórisz) | Uah-ka-Ré     | i. e. 725 – 720 | Tefnaht fia. |

### XXV. dinasztia (núbiai/kusitauralom) (i. e. 752–i. e. 653)
Régi források hibásan etióp dinasztiaként is említik.

I. e. 732-ben núbiaiak szállták meg Egyiptomot, és megalapították az i. e. 656-ig uralkodó XXV. dinasztiát.
| Egyiptomi és görög név | Uralkodói név           | Uralkodása      | Megjegyzések                             |
| ---------------------- | ----------------------- | --------------- | ---------------------------------------- |
| Piye, más néven Pianhi | Uszermaatré, Szenoferré | i. e. 744 – 714 | A 20. évben foglalta el Egyiptomot.      |
| Sabataka (Szabakosz)   | Dzsedkauré              | i. e. 714 – 705 |                                          |
| Sabaka (Szebikhosz)    | Noferkaré               | i. e. 705 – 690 |                                          |
| Taharka (Tarakosz)     | Nofertumhuré            | i. e. 690 – 664 | Peye fia.                                |
| Tanutamon (Tementhész) | Bakaré                  | i. e. 664 – 656 | Sabaka fia. Csak i. e. 653-ban halt meg. |

Végül visszaűzték őket Núbiába, ahol Napatában (i. e. 656 – i. e. 590), majd Meroéban (i. e. 590 – i. sz. 4. század) alapítottak királyságot.

### XXVI. dinasztia(Szaiszi kor) (i. e. 672–i. e. 525)
| Egyiptomi és görög név           | Uralkodói név | Uralkodása      | Megjegyzések                                     |
| -------------------------------- | ------------- | --------------- | ------------------------------------------------ |
| I. Nékó (Nekaó)                  |               | i. e. 672 – 664 |                                                  |
| I. Pszammetik (Pszammétikhosz)   | Uah-ib-ré     | i. e. 664 – 610 | I. Nékó fia.                                     |
| II. Nékó (Nekaó)                 | Uhem-ib-ré    | i. e. 610 – 595 | I. Pszammetik fia.                               |
| II. Pszammetik (Pszammétikhosz)  | Nofer-ib-ré   | i. e. 595 – 589 | II. Nékó fia.                                    |
| II. Uahibré (Apriész)            | Haaibré       | i. e. 589 – 570 | II. Pszammetik fia. Csak i. e. 567-ben hunyt el. |
| II. Jahmesz (Amaszisz)           | Hanem-ib-ré   | i. e. 570 – 526 | Valójában új dinasztiát nyitott.                 |
| III. Pszammetik (Pszammétikhosz) | Anh-ka-ré     | i. e. 526 – 525 | II. Jahmesz fia.                                 |

### XXVII. dinasztia (Első perzsa uralom)(i. e. 525–404)
Egyiptomot i. e. 525-ben elfoglalta az Óperzsa Birodalom és i. e. 404-ig megszállás alatt tartotta.
| Perzsa és görög név           | Uralkodói név | Uralkodása      | Megjegyzések         |
| ----------------------------- | ------------- | --------------- | -------------------- |
| Kambúdzsija (Kambüszész)      | Meszutiré     | i. e. 525 – 522 |                      |
| Bardíja (Szmerdész)           |               | i. e. 522       | Kambudzsija fivére.  |
| I. Dárajavaus (Dareiosz)      |               | i. e. 522 – 486 | Kambúdzsija sógora.  |
| I. Khsajársá (Xerxész)        |               | i. e. 486 – 465 | I. Dárajavaus fia.   |
| I. Artakhsaszjá (Artaxerxész) |               | i. e. 465 – 424 | I. Khsajársá fia.    |
| II. Dárajavaus (Dareiosz)     |               | i. e. 423 – 404 | I. Artakhsaszjá fia. |

### XXVIII. dinasztia(i. e. 404–399)
| Egyiptomi és görög név  | Uralkodói név | Uralkodása      | Megjegyzések                                       |
| ----------------------- | ------------- | --------------- | -------------------------------------------------- |
| Amonardisz (Amürtaiosz) |               | i. e. 404 – 399 | A szaiszi fáraók (XXVI. dinasztia) leszármazottja. |

### XXIX. dinasztia(i. e. 399–380)
| Egyiptomi és görög név         | Uralkodói név        | Uralkodása      | Megjegyzések                     |
| ------------------------------ | -------------------- | --------------- | -------------------------------- |
| I. Nefaarud (I. Nepheritész)   | Ba-en-Ré Merinetjeru | i. e. 399 – 394 |                                  |
| Hornebkha (Muthisz)            |                      | i. e. 394       | I. Nefaarud fia.                 |
| Pszenmut (Pszammuthisz)        |                      | i. e. 394       |                                  |
| Hakór (Hakórisz)               | Maát-ib-Ré           | i. e. 393 – 380 | Valójában új dinasztiát nyitott. |
| II. Nefaarud (II. Nepheritész) |                      | i. e. 380       | Hakór fia.                       |

### XXX. dinasztia(i. e. 380–i. e. 343)
| Egyiptomi és görög név     | Uralkodói név    | Uralkodása      | Megjegyzések         |
| -------------------------- | ---------------- | --------------- | -------------------- |
| Nahtnebef (Nektanebész)    | Heper-ka-Ré      | i. e. 380 – 362 |                      |
| Dzsedhór (Teósz, Takhósz)  | Ir-maat-en-Ré    | i. e. 362 – 360 | Nahtnebef fia.       |
| Nahthórhebit (Nektanebosz) | Szenedzsem-ib-Ré | i. e. 360 – 342 | Dzsedhór unokaöccse. |

### XXXI. dinasztia (Második perzsa uralom)(i. e. 343–332)
Egyiptom újra a perzsa Akhaimenidák uralma alá került. Manethón nyomán ez az időszak újabb dinasztiaszámot kapott.
| Perzsa és görög név             | Uralkodói név | Uralkodása      | Megjegyzések                                            |
| ------------------------------- | ------------- | --------------- | ------------------------------------------------------- |
| II. Artakhsaszjá (Artaxerxész)  |               | i. e. 342 – 338 | II. Dárajavaus unokája.                                 |
| III. Artakhsaszjá (Artaxerxész) |               | i. e. 338 – 336 | II. Artakhsaszjá fia.                                   |
| III. Dárajavaus (Dareiosz)      |               | i. e. 336 – 332 | II. Dárajavaus dédunokája. Csak i. e. 330-ban hunyt el. |

### (XXXII.)Argoszi-dinasztia(i. e. 332–309)
Nagy Sándor meghódította Egyiptomot, ezután a makedón királyok uralkodtak 305-ig, de Alexandrosz halála (323) után már I. Ptolemaiosz volt az ország tényleges ura, mint satrapa.
| Görög név        | Uralkodói név | Uralkodása      | Megjegyzések                 |
| ---------------- | ------------- | --------------- | ---------------------------- |
| III. Alexandrosz |               | i. e. 332 – 323 | Nagy Sándor néven is ismert. |
| III. Philipposz  |               | i. e. 323 – 317 | III. Alexandrosz fivére.     |
| IV. Alexandrosz  |               | i. e. 323 – 309 | III. Alexandrosz fia.        |

### (XXXIII.)Ptolemaida-dinasztia(i. e. 305–i. e. 30)
Általában a feleségeikkel uralkodtak, kik gyakran saját nővéreik voltak. Több királynő gyakorolt királyi hatalmat, köztük a leghíresebb és legsikeresebb VII. Kleopátra volt. (Viszont nem minden királynő uralkodott, még ha sorszáma is van.) Előbb egyik, majd másik testvérével, utóbb fiával, mint névleges társuralkodókkal uralkodott. Az azonos nevű uralkodók azonosítására több számozási rendszer is létezik; az itt használt felsorolás a modern tudósok között a leginkább elterjedt változat.

 width="100%"

| Görög név | Görög melléknév           | Uralkodása        | Megjegyzések |
| --- | ------------------------- | ----------------- | --- |
| I. (Megmentő) Ptolemaiosz | Szótér                    | i. e. 305 – 282   | |
| II. (Testvérszerető) Ptolemaiosz | Philadelphosz             | i. e. 282 – 246   | I. Ptolemaiosz fia. |
| Ptolemaiosz | Neosz                     | (i. e. 267 – 259) | Társuralkodó. |
| III. (Jótevő) Ptolemaiosz | Euergetész                | i. e. 246 – 222   | II. Ptolemaiosz fia. |
| IV. (Apaszerető) Ptolemaiosz | Philopatór                | i. e. 222 – 204   | III. Ptolemaiosz fia. |
| III. Arszinoé | Philopatór                | (i. e. 222 – 204) | Társuralkodó. IV. Ptolemaiosz felesége. |
| V. (Istenként Megtestesült) Ptolemaiosz | Epiphanész                | i. e. 204 – 180   | IV. Ptolemaiosz fia. |
| I. Kleopátra | Szüra                     | (i. e. 204 – 180) | Társuralkodó. V. Ptolemaiosz felesége. |
| VI. (Anyaszerető) Ptolemaiosz | Philométór                | i. e. 180 – 145   | V. Ptolemaiosz fia. I. e. 164-163 közt megszakítva. Rövid közös uralkodása Ptolemaiosz Eupatórral i. e. 152-ben.                              |
| VII. (Új apaszerető) Ptolemaiosz | Neosz Philopatór          | i. e. 145 – 142   | VI. Ptolemaiosz fia. Elképzelhető, hogy csak Cipruson uralkodott.                                                                             |
| VIII. (Második jótevő) Ptolemaiosz | II. Euergetész Phüszkón   | i. e. 142 – 131   | V. Ptolemaiosz fia. |
| II. Kleopátra | Philométor Szoteira       | (i. e. 142 – 116) | Társuralkodó. VIII. Ptolemaiosz felesége. Ideiglenesen száműzte férjét Alexandriából i. e. 131 – 127 között. i. e. 124-ben kibékítették őket. |
| VIII. (Második jótevő) Ptolemaiosz (másodszor) | II. Euergetész Phüszkón   | i. e. 127 – 116   | Társuralkodó. |
| IX. (Második megmentő) Ptolemaiosz | II. Szótér Lathürosz      | i. e. 116 – 107   | VIII. Ptolemaiosz fia. |
| X. Ptolemaiosz | I. Alexandrosz            | i. e. 107 – 88    | VIII. Ptolemaiosz fia. |
| III. Kleopátra | Euergetisz                | (i. e. 116 – 101) | Társuralkodó. VI. Ptolemaiosz leánya, VIII. Ptolemaiosz felesége.                                                                             |
| IX. (Második megmentő) Ptolemaiosz (másodszor) | II. Szótér Lathürosz      | i. e. 88 – 81     | Második uralkodása. |
| V. Kleopátra | Szeléné                   | (i. e. 88 – 81)   | Társuralkodó. VIII. Ptolemaiosz leánya. |
| III. Bereniké | Philopatór                | i. e. 81 – 80     | IX. Ptolemaiosz leánya. |
| XI. Ptolemaiosz | II. Alexandrosz           | i. e. 80          | X. Ptolemaiosz fia. |
| XII. (Új Dionüszosz) Ptolemaiosz | Neosz Dionüszosz Aulétész | i. e. 80 – 58     | IX. Ptolemaiosz fia. |
| IV. Bereniké | Epiphané                  | i. e. 58 – 55     | XII. Ptolemaiosz leánya. |
| V. Kleopátra | Szeléné                   | (i. e. 58 – 57)   | Társuralkodó. |
| XII. (Új Dionüszosz) Ptolemaiosz (másodszor) | Neosz Dionüszosz Aulétész | i. e. 55 – 51     | Második uralkodása. |
| VII. Kleopátra | Thea Neótera              | i. e. 51 – 30     | XII. Ptolemaiosz leánya. |
| XIII. Ptolemaiosz | Theosz Philopatór         | i. e. 51 – 47     | XII. Ptolemaiosz fia. Társuralkodó. |
| XIV. Ptolemaiosz | Philopatór                | i. e. 47 – 44     | XII. Ptolemaiosz fia. Társuralkodó. |
| XV. Ptolemaiosz Caesar | Kaiszar                   | i. e. 44 – 30     | VII. Kleopátra és Iulius Caesar fia. Társuralkodó.                                                                                            |
| IV. Arszinoé |                           | (i. e. 48 – 47)   | XII. Ptolemaiosz leánya. VII. Kleopátra ellenfele.                                                                                            |
| Kr. e. 30-ban Róma meghódította Egyiptomot, Augustustól a római császárok viselték a fáraó címet. Kr. u. 395-ben kettészakadt a Római Birodalom, és Egyiptom a Keletrómai Birodalom része lett. 640-ben az arabok foglalták el és a különböző kalifátusok részévé vált, a IX. században pedig megjelentek az első független helyi uralkodóházak is. |                           |                   | |

## Melléklet

### Uralkodói családfák a világhálón
| Dinasztia       | Hivatkozás                   | Dinasztia         | Hivatkozás                     | Hivatkozás                 |
| --------------- | ---------------------------- | ----------------- | ------------------------------ | -------------------------- |
| I. dinasztia    |                              | XVII. dinasztia   |                                | {\displaystyle {\Bigg \}}} |
| II. dinasztia   | –                            | XVIII. dinasztia  | A XVIII. dinasztia családfája, | {\displaystyle {\Bigg \}}} |
| III. dinasztia  |                              | XIX. dinasztia    | A XIX. dinasztia családfája,   | {\displaystyle {\Bigg \}}} |
| IV. dinasztia   | A IV. dinasztia családfája,  | XX. dinasztia     | XX. dinasztia,                 | {\displaystyle {\Bigg \}}} |
| V. dinasztia    |                              | XXI. dinasztia    | A XXI. dinasztia családfája,   | {\displaystyle {\Bigg \}}} |
| VI. dinasztia   |                              | XXII. dinasztia   |                                | {\displaystyle {\Bigg \}}} |
| VII. dinasztia  | –                            | XXIII. dinasztia  |                                | {\displaystyle {\Bigg \}}} |
| VIII. dinasztia | –                            | XXIV. dinasztia   |                                | {\displaystyle {\Bigg \}}} |
| IX. dinasztia   | –                            | XXV. dinasztia    |                                | {\displaystyle {\Bigg \}}} |
| X. dinasztia    | –                            | XXVI. dinasztia   | A XXVI. dinasztia családfája,  | {\displaystyle {\Bigg \}}} |
| XI. dinasztia   |                              | XXVII. dinasztia  |                                | {\displaystyle {\Bigg \}}} |
| XII. dinasztia  | A XII. dinasztia családfája, | XXVIII. dinasztia | –                              | {\displaystyle {\Bigg \}}} |
| XIII. dinasztia | (hiányos), (hiányos)         | XXIX. dinasztia   |                                | {\displaystyle {\Bigg \}}} |
| XIV. dinasztia  | –                            | XXX. dinasztia    |                                | {\displaystyle {\Bigg \}}} |
| XV. dinasztia   |                              | XXXI. dinasztia   |                                | {\displaystyle {\Bigg \}}} |
| XVI. dinasztia  | –                            | XXXIII. dinasztia | , Ptolemaida királynék listája | {\displaystyle {\Bigg \}}} |